# Porevít

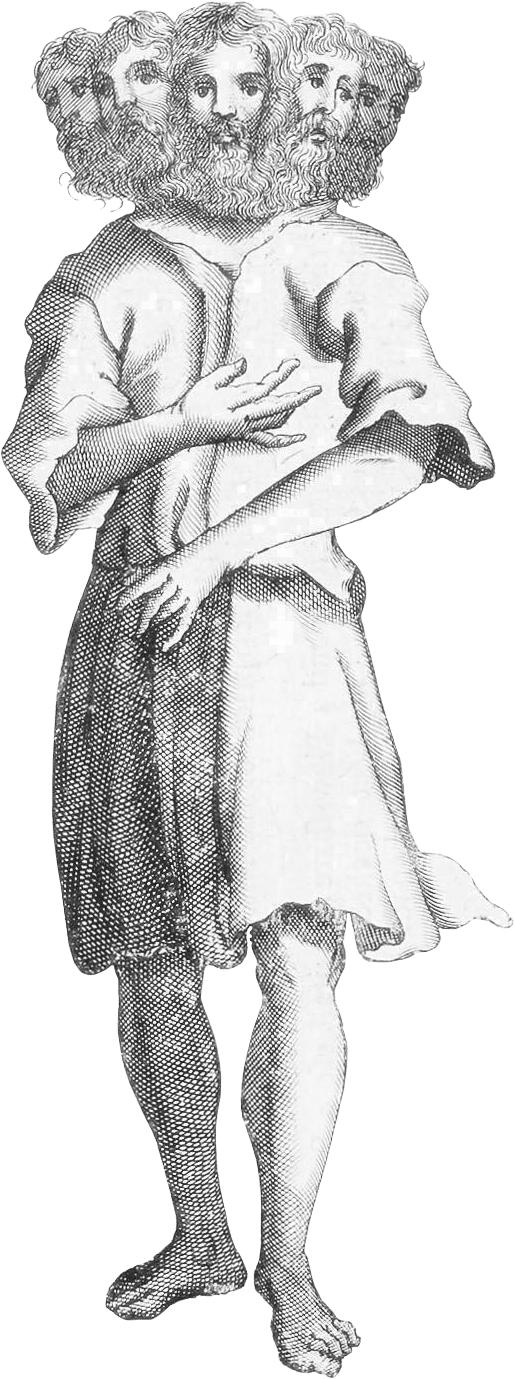
Porevít v Britannia Antiqua Illustrata

Porevít (Parevid, Poreuithus, Puruvit) je slovanským bohem zmiňovaným v Knýtlinga saga, jehož idol stál ve městě Korenica na Rujáně.
Jeho modla měla pět hlav a byla bez výzbroje a stála po boku idolů Rujevíta a Porenuta. Etymologie jména tohoto božstva je nejasná, podle Eliadeho mohlo souviset s výrazem pora, "střed léta".